# أنماري موسر-برول
أنماري موسر-برول (بالألمانية: Annemarie Moser-Pröll)‏ (من مواليد 27 مارس 1953) كانت لاعبة تزلج على المنحدرات الثلجية نمساوية. ولدت في كلاينارل، سالزبورغ، وكانت أنجح متسابق تزلج على جبال الألب خلال السبعينيات، مع ستة ألقاب شاملة، بما في ذلك خمسة متتالية. احتفلت أنماري بأكبر النجاحات التي حققتها في التزحلق والانحدار العملاق والسباقات المشتركة. في عام 1980، حصلت على ميداليتها الأولمبية الثالثة (وأول ذهبية) في بحيرة بلاسيد وفازت بخمسة سباقات في كأس العالم. شقيقتها الصغرى كورنيليا برول هي أيضًا متزلجة سابقة في جبال الألب.

## وصلات خارجية
- أنماري موسر-برول على موقع الاتحاد الدولي للتزلج (التزلج على المنحدرات الثلجية) (الإنجليزية)
- أنماري موسر-برول على موقع اللجنة الأولمبية الدولية (الإنجليزية)
- أنماري موسر-برول على موقع أوليمبيديا (الإنجليزية)

- أنماري موسر-برول على موقع IMDb (الإنجليزية)
- أنماري موسر-برول على موقع الموسوعة البريطانية (الإنجليزية)
- أنماري موسر-برول على موقع ديسكوغز (الإنجليزية)
- أنماري موسر-برول على موقع قاعدة بيانات الفيلم (الإنجليزية)